# برايان جونسون (مغني)
برايان جونسون (بالإنجليزية: Brian Johnson)‏ هو مغني وكاتب أغاني ومنتج أسطوانات أمريكي، ولد في 17 مارس 1978 في ردينغ في الولايات المتحدة.

## وصلات خارجية
- برايان جونسون على موقع ميوزك برينز (الإنجليزية)
- برايان جونسون على موقع أول ميوزيك (الإنجليزية)
- برايان جونسون على موقع ديسكوغز (الإنجليزية)